# ロッキー・ボイド
ロッキー・ボイド（Rocky Boyd、1936年 - ）は、アメリカのジャズ・サクソフォーン奏者。

## 略歴
バークリー音楽大学のサウスエンド音楽学校とボストン音楽院で学ぶ。ジャズに興味を持ち、1958年にニューヨークへと移り、ジャズ・クラブで演奏しながら勉強を続けた。ファイヴ・スポットで最初の日々を過ごし、演奏するようになっていった。やがてジョニー・グリフィン、フィリー・ジョー・ジョーンズ、ピート・ラロカと仕事をするようになる。その後、マックス・ローチ・クインテットにおいてスタンリー・タレンタインの後任となり、1961年にマイルス・デイヴィス・クインテットを離れたハンク・モブレーの後任として3ヶ月の間、代わりを務めた。そして1962年初頭にはフィリー・ジョー・ジョーンズ・クインテットと共にツアーに出ている。彼自身の唯一知られている録音は、1961年にジャズタイム・レコード (Jazztime Records)で録音された『イーズ・イット』である。
ニューヨークにいる間、彼はドラマーのサニー・マレイと一緒に生活していた。2003年のインタビューで、次のように回想している。「[彼が、]私のキャリアを始めたようなものです……彼はホットでした。当時はすごくホットでしたよ。彼はサム・リヴァースを音楽に取り入れ、トニー・ウィリアムスを音楽に取り入れることを責務としていました……。彼は私の始まりを助けてくれたんです。私たちはダウンタウンで一緒に暮らしていて、彼は私の勉強をとても励ましてくれました」。

## ディスコグラフィ

### リーダー・アルバム
- 『イーズ・イット』 - Ease It (1961年、Jazztime)